# Yves Allegro
Yves Allegro (Grône, 24 de agosto de 1978) é um ex-tenista profissional suíço. Especialista em duplas ele fez parceria em algumas oportunidades com seu amigo Roger Federer.

## ATP Tour Finais

### Duplas: 9 (3-6)
| Legenda                         |
| Grand Slam (0)                  |
| ATP World Tour Finals (0)       |
| ATP World Tour Masters 1000 (0) |
| ATP World Tour 500 (1/1)        |
| ATP World Tour 250 (2/5)        |

| Resultado | N. | Data              | Torneio                 | Piso     | Parceiro         | Oponentes                       | Placar            |
| Campeão   | 1. | 12 Outubro 2003   | Viena, Áustria          | Duro (i) | Roger Federer    | Mahesh Bhupathi Max Mirnyi      | 7–6(7), 7–5       |
| Vice      | 1. | 3 Outubro 2004    | Bangkok, Tailândia      | Duro (i) | Roger Federer    | Justin Gimelstob Graydon Oliver | 5–7, 6–4, 6–4     |
| Vice      | 2. | 23 Agosto 2004    | Long Island, EUA        | Duro     | Michael Kohlmann | Antony Dupuis Michaël Llodra    | 6–2, 6–4          |
| Vice      | 3. | 23 Maio 2004      | Casablanca, Marrocos    | Saibro   | Michael Kohlmann | Enzo Artoni Fernando Vicente    | 3–6, 6–0, 6–4     |
| Campeão   | 2. | 10 Janeiro 2005   | Auckland, Nova Zelândia | Duro     | Michael Kohlmann | Simon Aspelin Todd Perry        | 6–4, 7–6(4)       |
| Vice      | 4. | 7 Fevereiro 2005  | San Jose, EUA           | Duro (i) | Michael Kohlmann | Wayne Arthurs Paul Hanley       | 7–6(4), 6–4       |
| Campeão   | 3. | 12 Junho 2005     | Halle, Alemanha         | Grama    | Roger Federer    | Joachim Johansson Marat Safin   | 7–5, 6–7(6), 6–3  |
| Vice      | 5. | 24 Julho 2006     | Stuttgart, Alemanha     | Saibro   | Robert Lindstedt | Gastón Gaudio Max Mirnyi        | 5–7, 7–6, [10–12] |
| Vice      | 6. | 11 Fevereiro 2008 | Marseille, França       | Duro (i) | Jeff Coetzee     | Martin Damm Pavel Vízner        | 7–6(7), 7–5       |